# Myzostomida
I Mizostomidi (Myzostomida Graff, 1877) sono un ordine di anellidi marini. Il gruppo racchiude circa 150 specie descritte, molte simbiotiche degli echinodermi, principalmente dei crinoidi.
Sono diffusi in tutti gli oceani, da adulti vivono sulla superficie o all'interno dei loro ospiti e possono essere sia commensali che parassiti di questi.

## Descrizione
I mizostomidi sono lunghi da pochi millimetri a 3 cm, hanno generalmente una forma a disco o sono allungati, sono provvisti di cinque coppie di parapodi sorretti ciascuno da un'acicula e coperti da chete che usano per rimanere attaccati all'echinoderma.

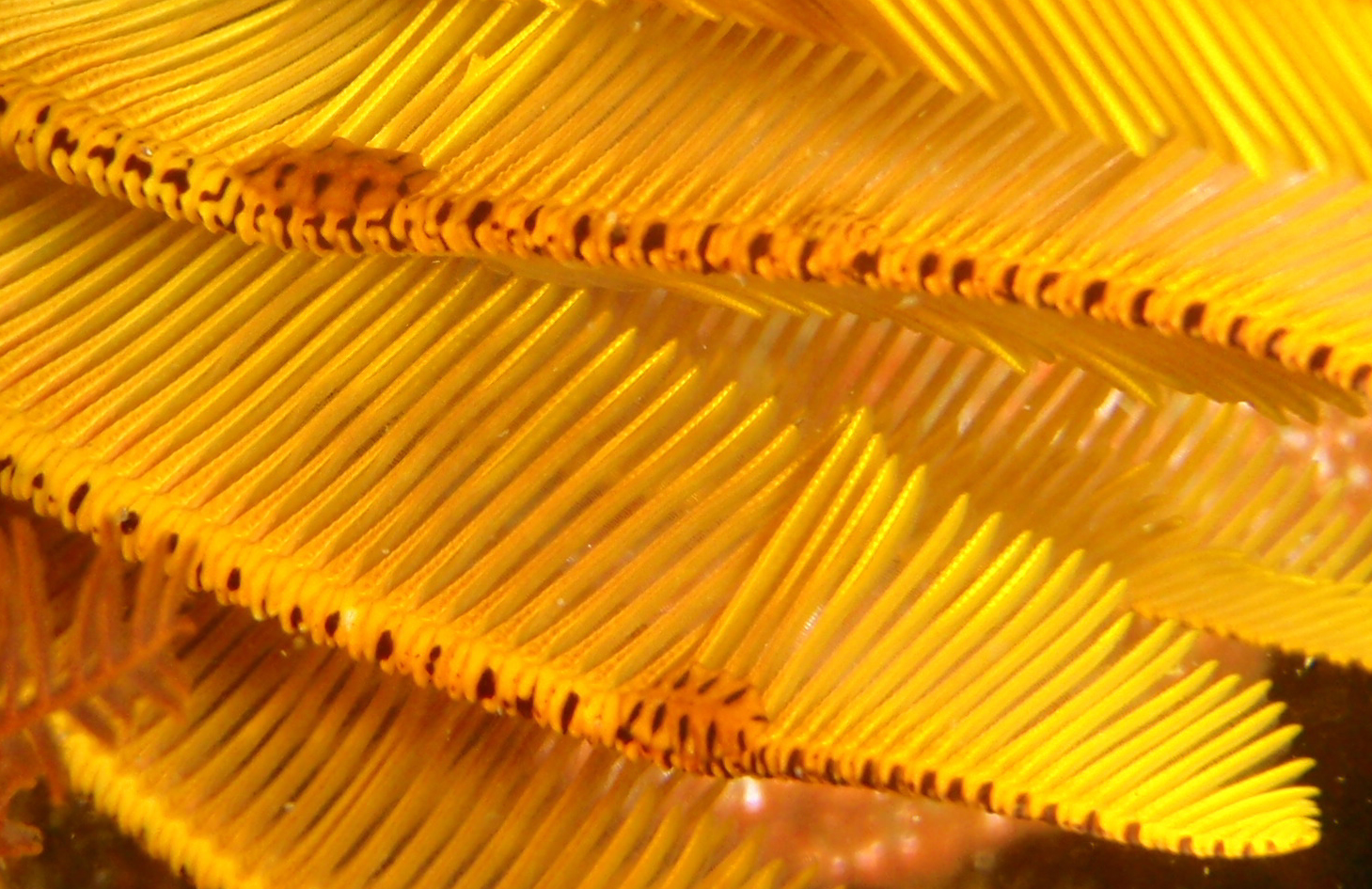
Myzostoma fuscomaculatum sul suo ospite, il crinoide Tropiometra carinata.

Tra le specie che vivono sulla superficie di un echinoderma, la maggior parte ha una proboscide retraibile (anche chiamata introverto) che viene usata da questi anellidi per nutrirsi dai solchi ambulacrali delle braccia dei crinoidi, rubando il cibo. Questi mizostomidi possono assomigliare a parti del crinoide sia per colore sia per forma.
L'epidermide è coperta da una cuticola spessa 1 μm, interrotta da numerosi microvilli e da ciglia lunghe 10-20 μm che probabilmente favoriscono la diffusione di ossigeno e nutrienti dall'esterno verso l'interno.

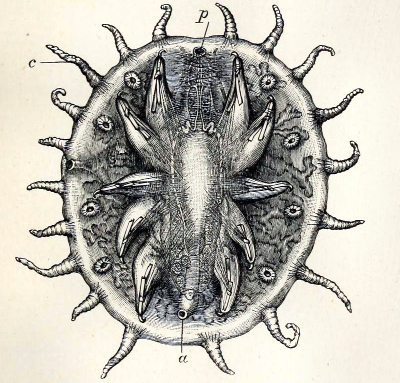
Anatomia di un mizostomide del genere Myzostoma:
cciglia
pproboscide (retratta)
aano

Il sistema nervoso presenta un cervello dorso-anteriore formato da due gangli connesso attraverso un anello periesofageo a due corde di gangli ventrali connesse tra loro in numerosi punti. Sono presenti nervi periferici che conducono ai parapodi e a degli organi di senso laterali a forma di fessura o di disco che si suppone servano al mizostomide a riconoscere la supreficie dell'ospite. Altri organi sensoriali sono presenti intorno all'apertura della bocca.
Presentano una metameria non evidente all'esterno, non possiedono un apparato circolatorio. L'apparato digerente è costituito da un faringe che si estende nella proboscide, uno stomaco con due o tre paia di ciechi ramificati e un intestino. Sono presenti due gonopori maschili vicino al terzo paio di parapodi e un gonoporo femminile si ritrova vicino all'ano. I dotti genitali femminili e le ovarie sono a volte considerati il celoma di questi animali. Dei protonefridi compongono l'apparato escretore.
Nelle specie endoparassite, la proboscide, i parapodi e gli organi di senso laterali sono spesso assenti o ridotti.

## Distribuzione e habitat
Sono diffusi in tutti gli oceani, dalla zona costiera fino al piano abissale, anche se si trovano principalmente in barriere coralline a basse profondità, dove c'è più diversità di crinoidi.

## Biologia

### Simbiosi
La maggior parte dei mizostomidi vive, dopo la fase larvale, in stretta associazione con crinoidi, sono però note delle specie simbiotiche di altri echinodermi (stelle marine e stelle serpentine), altre simbiotiche di antipatari e un esemplare è stato persino ritrovato su una spugna. Alcune specie formano galle (rigide) o cisti (soffici) sulle braccia del crinoide, altre vivono nella bocca, nell'apparato digerente, nel celoma o nelle gonadi dell'ospite. Le specie che vivono sulla superficie esterna e nell'apparato digerente dell'ospite "rubano" a questo il cibo (un caso di commensalismo), quelle che vivono nel celoma o nelle gonadi si nutrono direttamente dell'ospite (parassitismo).
Antedon bifida, un crinoide che può essere parassitato dal mizostomide Myzostoma cirriferum è stato osservato espellere le larve di quest'ultimo dai suoi solchi ambulacrali e dalla bocca.

### Riproduzione e sviluppo
Sono animali generalmente ermafroditi insufficienti (cioè sono incapaci di autofecondarsi), alcune volte simultanei e altre proterandri, è però conosciuta una specie dioica, Mycomyzostoma calcidicola. Dopo la fecondazione interna che avviene attraverso una spermatofora, si sviluppa una larva trocofora planctonica. La trocofora, prima di fissarsi sull'ospite, si trasforma in una larva provvista di setole simile a quella di altri policheti. La maggior parte dei mizostomidi hanno un periodo di sviluppo all'interno di una cisti, dopo la quale vivono sull'ospite.

## Evoluzione
Da tracce trovate su fossili di crinoidi si ipotizza che questi anellidi possano essere già stati presenti nel Giurassico o anche nel Siluriano e nel Carbonifero.
Alcuni mizostomidi dei generi Contramyzostoma e Notopharyngoides trascorrono tutta la vita adulta dentro le cisti, e si pensa che questi si siano evoluti per pedomorfosi da antenati che nel loro ciclo vitale avevano solo una fase durante la quale vivevano all'interno di cisti.

## Tassonomia e filogenesi

### Filogenesi esterna
La parentela di Myzostomida con altri taxa animali è stata per molto tempo oggetto di discussione all'interno della comunità scientifica e venne ipotizzato che fossero vicini cladisticamente ai platelminti. Studi molecolari e morfologici hanno poi indicato che questo gruppo faccia parte degli anellidi, anche se la loro collocazione all'interno di questi è ancora sconosciuta.

### Tassonomia
Sono state identificate otto famiglie e tredici generi di mizostomidi:
- Asteriomyzostomatidae Jägersten, 1940
  - Asteriomyzostomum Jägersten, 1940 (2 specie)
- Asteromyzostomatidae Wagin, 1954
  - Asteromyzostomum Wagin, 1954 (3 specie)
- Eenymeenymyzostomatidae Summers & Rouse, 2015
  - Eenymeenymyzostoma Summers & Rouse, 2015 (1 specie)
- Endomyzostomatidae Perrier, 1897
  - Endomyzostoma Perrier, 1897 (14 specie)
- Myzostomatidae Beard, 1884
  - Contramyzostoma Eeckhaut & Jangoux, 1995 (1 specie)
  - Hypomyzostoma Perrier, 1897 (10 specie)
  - Myzostoma Leuckart, 1827 (115 specie)
  - Mesomyzostoma Remscheid, 1918 (2 specie)
  - Notopharyngoides Uchida, 1992 (3 specie)
- Protomyzostomatidae Stummer-Traunfels, 1923
  - Protomyzostomum Fedetov, 1912 (4 specie)
- Pulvinomyzostomatidae Jägersten, 1940
  - Pulvinomyzostomum Jägersten, 1940 (1 specie)
- Stelechopodidae Graff, 1884
  - Stelechopus Graff, 1884 (1 specie)
- Incertae sedis
  - Mycomyzostoma Eeckhaut, 1998 (1 specie)